# 麻倉ひな子
麻倉 ひな子（あさくら ひなこ、2月12日 - ）は、日本のグラビアアイドル。青森県青森市出身。現在はフリーランス。

## 略歴
- 一戸日菜子（いちのへ ひなこ）としてブレイクスループロモーションに所属。
- ドリームステーションのメンバーとして活動。
- ミスヤングチャンピオン2014のファイナリストになる。
- ヤンチャン学園音楽部のメンバーとして活動。
- ブレイクスループロモーションを退所。
- 2015年1月、麻倉ひな子に改名。
- ミスiD2017にて審査員個人賞（大郷剛賞）を受賞[2]。
- ブレイブフロンティアチャンネルにて、公式生放送サマナーガールズに出演。（毎週火曜日 20時から配信）
- 2019年5月24日、mysta主催ミスジェニック2019ファイナリスト選出[3]。
- 2022年にプロ雀士として最高位戦日本プロ麻雀協会の47期研修生として所属していたが、2023年に退会している[4][5]。

## 作品

### DVD
- 名門お嬢様学校のひみつ（2015年9月25日、エアーコントロール）
- ひな恋（2023年2月16日、ギルド）

## 出演

### 舞台
- 舞台版まいっちんぐマチコ先生～令和元年スタート!YOU タチニツグ!シン・ニホンジンハダレダ！の巻～（2019年5月2日 - 6日、ブディストホール） - グルチヘラ 役
- リーディング＆ダンス公演 『ダーティー・クラウズ』（2025年6月20日-21日、新宿シアターモリエール）- 黒羽飛鳥 役[6]

### ウェブラジオ
- 「Cheer Up!Miss iD」第2クールレギュラー[7]（2017年1月8日 - 3月、ソラトニワ原宿）
- 「Cheer Up！Miss iD（神）」メインパーソナリティ（2017年10月1日 - 12月10日、ソラトニワ原宿）[8]

### インターネットテレビ番組

#### アルティメット人狼チャンネル[9]
- 第58回放送（2019年4月6日）
- 令和元年人狼納め24時間アルティメット人狼スペシャル（2019年12月27日）
- 第76回放送（2020年1月26日）
- 第92回放送（2020年10月18日）
- 第96回放送（2021年2月14日）

#### 結チャンネル人狼[10]
- 結チャンネル人狼 #43「美女がいっぱい！誘惑の多い悪女村」（2020年3月29日）
- 結チャンネル人狼 愛の修羅場スペシャル【4周年記念】（2020年9月13日）

#### 人狼放送プレミアムチャンネル[11]
- 【オンライン】人狼最大トーナメントseason6 #8（2020年8月22日）

#### 人狼スリアロチャンネル[12]
- 【高橋英士軍団】麻雀プロの人狼 スリアロ村 第百六幕【襲来！】（2020年8月29日）

#### ライアープリンセス人狼チャンネル[13]
- LiarPrincess～嘘つきお姫様の人狼～ 第五話（2020年10月18日）
- LiarPrincess～嘘つきお姫様の人狼～ 第十話（2021年3月28日）
- LiarPrincess～嘘つきお姫様の人狼～ 第十一話（2021年4月24日）

#### 麻雀スリアロチャンネル[14]
- 【ひなぺち参戦】ぴよぴよ！乙女麻雀スクール【麻雀講座】（2021年3月4日）
- 【第69回】ぴよぴよ！乙女麻雀スクール【麻雀講座】（2021年4月5日）
- 【新入生登場！】【第71回】ぴよぴよ！乙女麻雀スクール【麻雀講座】（2021年5月21日）
- 【第72回】ぴよぴよ！乙女麻雀スクール【麻雀講座】（2021年6月4日）

### イベント
- 神田明神豆まき（2017年2月3日）[15]